# Palm Tree Road Bridge
Le Palm Tree Road Bridge est un pont en arc américain dans le comté de Fond du Lac, au Wisconsin. Ce pont routier en maçonnerie permet le franchissement de la Sheboygan River par la Palm Tree Road au sud de Saint Cloud. Construit en 1903, il est inscrit au Registre national des lieux historiques depuis le 12 décembre 2022.